# Vasilij Prontjisjtjev
 Der er for få eller ingen kildehenvisninger i denne artikel, hvilket er et problem. Du kan hjælpe ved at angive troværdige kilder til de påstande, som fremføres i artiklen.

Vasilij Vasiljevitj Prontjisjtjev (russisk: Василий Васильевич Прончищев, tr. Vasilij Vasilevitj Prontjisjtjev; født 9. september [OS 29. august] 1702 i Bogimovo, Kaluga guvernement, Det Russiske Kejserrige, død 29. august 1736 på Tajmyrhalvøen, Det Russiske Kejserrige) var en russisk opdagelsesrejsende.
I 1718 blev han uddannet ved Moskvas skole for matematik og navigation og blev udnævnt til flådekadet. I 1733 blev han forfremmet til rang af løjtnant og udnævnt til chef for en af enhederne i den anden Kamtjatka-ekspedition, hvis formål var at kortlægge kyster Ishavet fra mundingen af Lena til mundingen af Jenisej.
I 1735 rejste Prontjisjtjev ad Lena-floden (fra Jakutsk) på sin slup Jakutsk, passerede dens delta, og stoppede for at overvintre ved mundingen af Olenjok-floden. Imidlertid blev mange medlemmer af besætningen syge og døde hovedsagelig som følge af skørbug. På trods af disse vanskeligheder nåede han i 1736 den østlige bred af Tajmyrhalvøen og rejste nordpå langs kysten. Senere blev også Prontjisjtjev og hans hustru Marija (også kaldet Tatjana Fjodorovna) syge af skørbug og døde under hjemrejsen.
Trods dødstallet var ekspeditionen en succes med hensyn til opfyldelsen af sine mål. I løbet af sin rejse opdaget, Vasilij Prontjisjtjev en række øer ud for nordøstlige kyst af Tajmyrhalvøen (Faddej-øerne, Komsomolskoj Pravdy-øerne, Sankt Peter-øerne). Hans ekspedition var den første til præcist at kortlægge Lena-floden fra Jakutsk til udmundingen i havet, og Laptev kysten fra Lenas udmunding til Faddej-bugten. Prontjisjtjevs kone Marija Prontjisjtjeva (der døde 12. (23.) september 1736), som deltog i hans ekspedition, betragtes som den første kvindelige polarforsker. Efter deres død blev begge begravet ved mundingen af Olenjok-floden.
En del af den østlige kyst af Tajmyrhalvøen og en højderyg mellem udmundingen af de to floder Olenjok og Anabar bærer Vasilij Prontjisjtjevs navn. Isbryderen Vasilij Prontjisjtjev, bygget i 1961 i Leningrad, blev også opkaldt efter denne banebrydende polarforsker.